# Cordioniscus riqueri
Cordioniscus riqueri is een pissebed uit de familie Styloniscidae. De wetenschappelijke naam van de soort is voor het eerst geldig gepubliceerd in  door .